# Nagydobos
Nagydobos is een plaats (község) en gemeente in het Hongaarse comitaat Szabolcs-Szatmár-Bereg. Nagydobos telt 2280 inwoners (2001).